# Circuit des Trois Provinces
Le Circuit des Trois Provinces est une course cycliste française, se déroulant autour de Louvigné-du-Désert (Ille-et-Vilaine), aux confins des 3 départements d'Ille-et-Vilaine, de la Manche et de la Mayenne ; représentant les trois provinces de Bretagne, de Normandie et du Maine.
Créée en 1925 par le Vélo-Sports Fougerais, l'épreuve disparaît petit à petit dans le courant des années 1970, avant de renaître une première fois en 1985 puis une seconde fois en 2000.

## Origines
Le Circuit des Trois Provinces est créé en 1925 à  Louvigné-du-Désert par le club cycliste de Fougères, le Vélo-Sports Fougerais (VSF), lui-même créé en 1921. La première édition est marquée par de violentes intempéries, qui voit la course être achevée par seulement trois coureurs : Gabriel Le Goff, Marcel Raffaitin et Ernest Bly.
La création d'un second club cycliste à Fougères dès 1923, le Sport Ouvrier Fougerais (SOF), attirant les meilleurs coureurs jusqu'à sa disparition en 1939, va mettre sous l'éteignoir le VSF qui disparaît petit à petit dans les années 1930, tout comme l'organisation de ses courses. Une seconde édition de la course est alors réalisée en 1939, mais à Landivy, en Mayenne.

## L'Après-Guerre
Le Circuit des Trois Provinces reprend, cette fois-ci de manière régulière, dès 1945, organisé par la Société des Fêtes Louvignéenne, et sous le contrôle sportif d'un club récemment créé, le Cyclo-Club Fougerais (C.C.F.).
Les années d'Après-Guerre sont marquées par la domination d'un coureur local, Henri Prudor, détenteur du plus grand nombre de victoires de la course.

## Renaissances et fin
En 1985, le Vélo Club Sportif Louvignéen, club local, fait revivre la course le temps de deux éditions réservées aux amateurs.
En 2000, une association est créée pour faire revivre l'épreuve sous l'appellation Souvenir Roland Mangeas, du nom d'un ancien coureur local révélé dans cette course et cousin de Daniel Mangeas, par ailleurs parrain de l'épreuve. La course est alors réservée aux coureurs espoirs (moins de 23 ans). Le contrôle sportif de la course est géré par le Guidon d'Or Fougerais.
La dernière édition de la course a lieu en 2006 en raison de divergences entre l'Association du Circuit des 3 Provinces et le Guidon d'Or Fougerais, ainsi que d'un manque de moyens financiers quant à l'organisation de l'épreuve.

## Déroulement
La course a lieu traditionnellement en début septembre.

## Homonymies
On confond souvent cette course avec son homonyme belge, ou avec le Circuit des Deux Provinces, couru au Pertre. Cette épreuve est également à ne pas confondre avec le Trophée des 3 Provinces, couru dans le Val de Loire.

## Plateau
De 2000 à 2006, l'épreuve est réservée aux coureurs "Elite Espoirs" (moins de 23 ans, catégorie 2.13).

## Palmarès
| 1925 | Gabriel Le Goff                                      | Marcel Raffaitin                                     | Ernest Bly                                           |                                                      |                                                      |                                                      |
| 1939 | Jan                                                  | Chasles                                              | Bizot                                                |                                                      |                                                      |                                                      |
| 1945 | Henri Prudor                                         | Marcel Hucheloup                                     | René Terrot                                          |                                                      |                                                      |                                                      |
| 1946 |                                                      |                                                      |                                                      |                                                      |                                                      |                                                      |
| 1947 | Henri Prudor                                         | André Forget                                         | Auguste Trubert                                      |                                                      |                                                      |                                                      |
| 1948 | Henri Prudor                                         | Gauthier                                             | Henri Perly                                          |                                                      |                                                      |                                                      |
| 1949 | Henri Prudor                                         | André Forget                                         | Émile Guérinel René Ponzo                            |                                                      |                                                      |                                                      |
| 1950 | Gui(l)bert                                           | Moittier                                             | Alexandre Delanoë                                    |                                                      |                                                      |                                                      |
| 1951 | Gautier                                              | Raison                                               | Roger Guida                                          |                                                      |                                                      |                                                      |
| 1952 | André Gallis                                         | André Forget                                         | Trubert                                              |                                                      |                                                      |                                                      |
| 1953 | Alexandre Delanoë                                    | Raymond                                              | Marcel Fougères                                      |                                                      |                                                      |                                                      |
| 1954 | Alexandre Delanoë                                    | Marcel Fougères                                      | Francis Mercier                                      |                                                      |                                                      |                                                      |
| 1955 | Félix Le Buhotel                                     | Eugène Letendre                                      | Maurice Laine                                        |                                                      |                                                      |                                                      |
| 1956 | Henri Perly                                          | Francis Rault                                        | Louis Blot                                           |                                                      |                                                      |                                                      |
| 1957 | Gérard Saint                                         | Félix Le Buhotel                                     | René Delamaire                                       |                                                      |                                                      |                                                      |
| 1958 | René Delamaire                                       | Francis Mercier                                      | Basile Decortès                                      |                                                      |                                                      |                                                      |
| 1959 | René Delamaire                                       | Louis Blot                                           | Michel Bellay                                        |                                                      |                                                      |                                                      |
| 1960 | Jean-Pierre Genet                                    | Gianni Marcarini                                     | Roland Mangeas                                       |                                                      |                                                      |                                                      |
| 1961 | André Gislard                                        | Christian Hamelin                                    | Alexandre Delanoë                                    |                                                      |                                                      |                                                      |
| 1962 | Roland Mangeas                                       | Maurice Jamois                                       | Jacques Sadot                                        |                                                      |                                                      |                                                      |
| 1963 | Jacques Hurel                                        | Jacques Gérard                                       | André Berthelin                                      |                                                      |                                                      |                                                      |
| 1964 | Course non-disputée pour cause d'une fête interville | Course non-disputée pour cause d'une fête interville | Course non-disputée pour cause d'une fête interville | Course non-disputée pour cause d'une fête interville | Course non-disputée pour cause d'une fête interville | Course non-disputée pour cause d'une fête interville |
| 1965 | Raymond Lebreton                                     | Paul Gutty                                           | J. Durand                                            |                                                      |                                                      |                                                      |
| 1966 | Yves Ravaleu                                         | Cyrille Guimard                                      | Jean-Claude Le Hec                                   |                                                      |                                                      |                                                      |
| 1967 | Cyrille Guimard                                      | Jean Dupont                                          | Alain Coire                                          |                                                      |                                                      |                                                      |
| 1968 | Yves Ravaleu                                         | Bernard Champion                                     | Peter Head                                           |                                                      |                                                      |                                                      |
| 1969 |                                                      |                                                      |                                                      |                                                      |                                                      |                                                      |
| 1970 | Alain Nogues                                         | Jacques Botherel                                     | Patrick Béon                                         |                                                      |                                                      |                                                      |
| 1978 | Didier Martinez                                      | Pierre Groult                                        | Pierre Touchefeu                                     |                                                      |                                                      |                                                      |
| 1985 | Philippe Dalibard                                    | François Leveau                                      | Philippe Adam                                        |                                                      |                                                      |                                                      |
| 1986 | Gérard Rué                                           | Hardy                                                | Taburet                                              |                                                      |                                                      |                                                      |
| 2000 | Anthony Bodé                                         | Pascal Lemaréchal                                    | Mickaël Chicault                                     |                                                      |                                                      |                                                      |
| 2001 | Jimmy Engoulvent                                     | Yuriy Krivtsov                                       | Alexandre Urbain                                     |                                                      |                                                      |                                                      |
| 2002 | Course non-organisée                                 | Course non-organisée                                 | Course non-organisée                                 | Course non-organisée                                 | Course non-organisée                                 | Course non-organisée                                 |
| 2003 | Tarmo Raudsepp                                       | Tom Southam                                          | Ludovic Poilvet                                      |                                                      |                                                      |                                                      |
| 2004 | Pierre Drancourt                                     | François Parisien                                    | Evgheni Gutalov                                      |                                                      |                                                      |                                                      |
| 2005 | Julien Guay                                          | Ryan Roth                                            | Nicolas Baldo                                        |                                                      |                                                      |                                                      |
| 2006 | Nicolas Baldo                                        | Yoann Offredo                                        | Guillaume Le Floch                                   |                                                      |                                                      |                                                      |

## Documentation

### Source
- La Chronique Républicaine, hebdomadaire, Archives municipales de Fougères (Ille-et-Vilaine).